# Heinz Willsch
Heinz Willsch (* 15. Juni 1936) ist ein ehemaliger deutscher Fußballspieler. Für den SC Motor Jena spielte er in der Saison 1961/62 in der DDR-Oberliga, der höchsten Spielklasse im DDR-Fußball.

## Sportliche Laufbahn
Im Alter von 25 Jahren tauchte Heinz Willisch erstmals im höherklassigen Fußball auf, als er zwischen September und Oktober 1961 drei Spiele in der DDR-Oberliga für den SC Motor Jena bestritt. Zweimal wurde er eingewechselt, lediglich die Begegnung des 21. Spieltages SC Chemie Halle – SC Motor Jena (1:1) absolvierte Willsch als rechter Verteidiger 90 Minuten. Im Europapokal der Pokalsieger 1961/62 wurde Willsch vom SC Motor in einem Spiel des Achtelfinales eingesetzt. Im Rückspiel gegen den luxemburgischen Vertreter Alliance Düdelingen wurde er nach dem 7:0-Hinspielsieg in der 2:2 endenden Partie anstelle des etatmäßigen Rechtsverteidigers Hans-Joachim Otto aufgeboten. In derselben Saison bestritt Willsch auch ein Spiel im FDGB-Pokal 1961/62. Im Viertelfinale gegen den Vorwärts Cottbus spielte er beim 2:0-Sieg ebenfalls auf der rechten Verteidigerseite.
Mit Beginn der Saison 1962/63 wechselte Willsch innerhalb von Jena zur viertklassigen Bezirksliga-Mannschaft Betriebssportgemeinschaft (BSG) Chemie. Dort wurde er in seiner ersten Saison Bezirksmeister, doch die Mannschaft verpasste in der Relegation den Aufstieg in die zweitklassige DDR-Liga. Dieser wurde erst in der Saison 1965/66 geschafft. In der DDR-Liga-Saison 1966/67 gehörte Heinz Willsch zum Spielerstamm und bestritt 22 der 30 ausgetragenen Ligaspiele. Die BSG Chemie erwies sich jedoch nicht als zweitligatauglich und musste abgeschlagen wieder absteigen. Willsch kehrte danach nicht wieder in den überregionalen Spielbetrieb zurück.